# Norodom Sihamoni

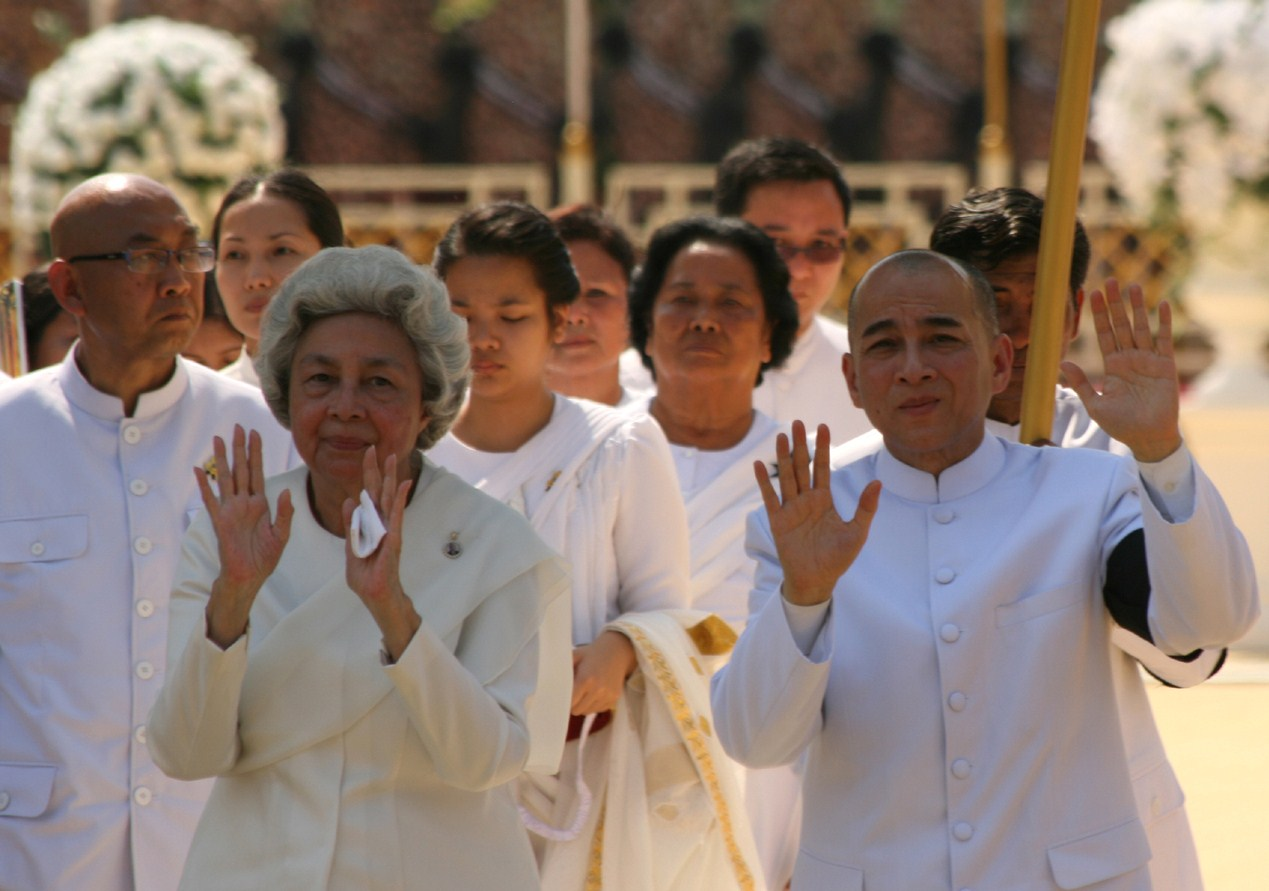
Norodom Sihamonis till höger om sin mor, Norodom Monineath. Längst till vänster Sihanouks halvbror, Norodom Sirivudh

Norodom Sihamoni (khmer: នរោត្តម សីហមុនី), född 14 maj 1953 i Phnom Penh, är kung av Kambodja. Han innehar posten sedan 2004, då han efterträdde sin far Norodom Sihanouk vid dennes abdikation.

## Biografi
Norodom Sihamonis far, kung Norodom Sihanouk, fick över 14 barn, och hade redan fem hustrur, Phat Kanhol, Sisowath Pongsanmoni, Sisowath Monikessan, Mam Manivan Phanivong, och Thavet Norleak, när han i april 1952 gifte sig med sin sjunde fru, Paule Monique Izzi, dotter till Pomme Peang en kambodjansk adelsdam och Jean-François Izzi, en fransk bankir av italiensk familj. Paret träffades 1951 när Monique vunnit en nationell skönhetstävling.
Monique som fick det nya namnet Norodom Monineath, blev Sihanouks livslånga partner, och Norodom Sihamonis föddes som parets första son 1953. Han skickades redan 1962 som ung nioåring till Europa för att studera, och han tillbringade större delen av sina uppväxtår i Prag, varför han talar flytande tjeckiska. Han studerade sedan filmkonst i Nordkorea och återvände först 1977 till Kambodja, där han tillsammans med övriga kungafamiljen tillbringade de närmaste åren i husarrest, fram till att vietnameserna 1979 invaderade Phnom Penh.
1981 flyttade Sihamoni till Frankrike där han sedan bodde under 20 år, med avbrott för besök i Prag. 
Efter att ha varit dans- och balettinstruktör, kulturambassadör i Europa och sedan 1993 Kambodjas ambassadör i Unesco, valdes Sihamoni 2004 till kung av Kambodja av en rådsförsamling, efter kung Norodoms överraskande abdikation. 
Norodom Sihamoni är ogift och har inga kända barn.